# ده شادی (طبس)
ده شادی، روستایی است از توابع بخش دیهوک و در شهرستان طبس استان خراسان جنوبی ایران.

## جمعیت
این روستا در دهستان کویر قرار داشته و بر اساس سرشماری سال ۱۳۸۵ جمعیت آن (۱۲خانوار) ۴۶نفر
بوده است.